# 圣马科-阿尔真塔诺
圣马科-阿尔真塔诺（義大利語：San Marco Argentano），是意大利科森扎省的一个市镇。总面积78平方公里，人口7606人，人口密度97.5人/平方公里（2009年）。ISTAT代码为078123。